# KROQ
KROQ (K-Rock) est une station de radio spécialisée dans le rock, localisée à Los Angeles en Californie, États-Unis d'Amérique sur 106.7 FM.
La station commence ses émissions en 1972. Elle avait alors un format Top 40 très commercial. Cette situation ne dure pas et, dès 1973, la station adopte un format rock à la suite du rachat de la station KPPC, qui proposait déjà un format rock depuis 1968. À partir de 1978, KROQ opte pour une programmation privilégiant le rock alternatif (alors appelé "new wave").

## DJ de KROQ, passés et présents
- Kevin and Bean
- Doc on the 'ROQ
- Jed the Fish
- Stryker
- Tami Heide
- Jason Bentley
- Rodney Bingenheimer
- Richard Blade
- Dusty Street